# Bovanenko
Bovanenko, situé sur la péninsule de Yamal au nord-ouest de la Sibérie, est un champ de gaz dont les réserves vont de 10 à 20 Gbep  et (de 1 700 à 3 400 Gm3) selon les sources. C'est le 3e gisement de Russie en termes de réserves initiales, et le deuxième en réserves restantes : découvert vers 1980, il a commencé à être exploité le 23 octobre 2012.
Il porte ce nom en hommage au géologue  VD Bovanenko.
La production compense le déclin de gisements comme Ourengoï. Le gaz est exporté vers les marchés européens grâce au nouveau gazoduc Yamal-Europe. Le coût de production risque d'être très élevée vu l'éloignement géographique et le climat extrême.

## Desserte ferroviaire
Bovanenko dispose d'une gare située à 525 km d'Obskaya. C'est la gare la plus septentrionale de la planète.